# Mi familia perfecta
Mi familia perfecta es una telenovela estadounidense producida por Telemundo Global Studios para Telemundo en 2018. Creada por José Vicente Spataro y grabada en Houston, Texas. Se estrenó el 9 de abril de 2018 en sustitución de José José, el príncipe de la canción, y finalizó el 13 de julio del mismo año.
Esta protagonizada por Jorge Luis Moreno y Sabrina Seara, coprotagonizada por Gala Montes, Mauricio Henao, Laura Chimaras, Gabriel Tarantini y Ainhoa Paz, junto con Sonya Smith, Natasha Domínguez y Daniela Navarro en los roles antagónicos. Además cuenta con las actuaciones estelares de Laura Flores, Coraima Torres, Karla Monroig y Juan Pablo Shuk.
Las grabaciones finalizaron el 1 de mayo de 2018. Debido a su poca aceptación, Telemundo recorto la producción a 69 episodios, no obstante la telenovela se encuentra disponible en Peacock, desde el 15 de julio de 2020 con sus 94 episodios producidos originalmente.

## Trama
La historia cuenta la historia de Los Guerrero, cinco hermanos que luchan por alcanzar el sueño americano y salir adelante después de la muerte de su padre y la deportación de su madre a México. Los Guerrero debe demostrar que son una familia muy unida para enfrentar los diferentes obstáculos y situaciones que enfrentan los inmigrantes en los Estados Unidos. Disfuncionales pero siempre unidos, estos hermanos, El Patas (Jorge Luis Moreno), Rosa (Laura Chimaras), Marisol (Gala Montes), Julián (Gabriel Tarantini) y Lili (Ainhoa Paz), vivirán la difícil situación de ver a su madre, Irma (Laura Flores), tomar la dolorosa decisión de dejarlos en Houston, Estados Unidos para asegurarles un futuro mejor cuando sea deportada a México. A partir de este momento, los Guerrero deberán apoyarse mutuamente para superar los obstáculos de una familia inmigrante en los Estados Unidos, lograr el sueño americano y, al mismo tiempo, permanecer unidos bajo un mismo techo. En su lucha, contarán con el apoyo de Erika Ramírez (Sabrina Seara), una trabajadora social que aborda el caso de estos cinco hermanos, y Santiago Vélez (Mauricio Henao), un entrenador de fútbol femenino que descubre el talento de Marisol jugando al fútbol. A través de su pasión por este deporte, Marisol reactivará la fe en su familia para seguir luchando por sus sueños jugar fútbol su pasión  Marisol nunca se calla siempre esta hablando de fútbol desde que se levanta hasta que se acuesta ella juega para el Inter Miami.

## Reparto
- Jorge Luis Moreno como José María Guerrero, más conocido como «El Patas», es un hombre noble y leal cuya principal preocupación es cuidar de sus tres hermanas y su hermano menor. Siempre soñó con ser un futbolista profesional , pero a los 17 años tuvo que abandonar ese sueño, ya que su padre murió y su madre fue deportada a México.[9]
  - Emmanuel Pérez como José María Guerrero, de 17 años.
- Sabrina Seara como Erika Ramírez, es una trabajadora social muy seria y correcta que busca justicia para menores desprotegidos.[10]
- Gala Montes como Marisol Guerrero, ella se vio obligada a asumir el papel materno de sus hermanos cuando apenas tenía 12 años y su madre fue deportada a México. Su principal pasión es el fútbol.[9]
- Laura Flores como Irma Solís, ella es la madre de los hermanos Guerrero.[9]
- Mauricio Henao como Santiago Vélez, él es el hijo de Amparo y entrenador de fútbol femenino.[9]
- Laura Chimaras como Rosa Guerrero, es una joven que después de la muerte de su padre y la deportación de su madre no asumió la responsabilidad de convertirse en la figura materna de sus cuatro hermanos y creció sintiendo que con su belleza podía obtener todo lo que deseaba.[9]
- Gabriel Tarantini como Julián Guerrero, es un joven simpático, pícaro y muy apuesto y es un imán para los problemas debido a lo impulsivo e inmaduro que es para él tomar decisiones por su propio bien.[9]
- Ainhoa Paz como Lili Guerrero, ella es la más joven de los hermanos Guerrero. Es una chica cariñosa e inteligente, pero necesitada de afecto desde pequeña creció en el caos y con las deficiencias emocionales de una familia disfuncional marcada por la ausencia de su madre.[9]
- Sonya Smith como Dakota Johnson, es una mujer de escasos recursos y poca educación, que se siente orgullosa de que su familia sea «Redneck». Ella tiene una actitud dominante y agresiva, y tiene dos hijas, Ashley y Tiffany.[11]
- Coraima Torres como Amparo De Vélez, es la madre de Santiago y la esposa de Miguel. Amparo es una conocida psiquiatra en Colombia, y autora de muchos libros.[12]
- Karla Monroig como Camilia Pérez, ella es la esposa de Tito Pérez y madre de Eddie y Génesis. Nacida en Puerto Rico y defensora de sus raíces latinas. Ella quiso velar por el bienestar de los hermanos Guerrero, cuando deportaron a Irma; pero ella no lo permitió.[13]
- Juan Pablo Shuk como Miguel Ángel Vélez, es el padre de Santiago.[13]
- Natasha Domínguez como Ashley Johnson, es la hija mayor de Dakota.[11]
- Daniela Navarro como Antonia Cadenas, es propietaria de una tienda de abarrotes y esposa de Vicente.
- Beatriz Monroy como Francisca Rojas, más conocida como «Panchita», nació en México y fue la mejor amiga de la madre de Irma, al Irma ser deportada le deja a cargo a sus hijos menores.[13]
- Roberto Plantier como Vicente Cadenas, es el esposo de Antonia.[13]
- José Guillermo Cortines como Tito Pérez, él es esposo de Camila, y padre de Eddie y Génesis.[13]
- Veronica Schneider como Alma Izaguirre[13]
- Francisco Rubio como Daniel Mendoza, es el hombre con quien vive Irma en México, y padre del hijo menor que ambos tuvieron.[13]
- Rodrigo de la Rosa como Guillermo del Castillo
- Laura Vieira como Andrea Fox, es la directora del club de fútbol femenino en el que Santiago trabaja.
- Estefany Oliveira como Megan Summers, juega como defensa en el equipo del club al que Marisol ingresa.
- Enrique Montaño como Marcos, es el pretendiente de Rosa.
- Paulina Matos como Penélope Díaz, ella es la parte delantera del club de fútbol donde también juega Marisol.[13]
- Michelle Taurel como Tiffany Johnson, es la hija menor de Dakota.[11]
- Michelle De Andrade como Génesis Pérez, ella es la hija más joven de Tito y Camila.[13]
- Ana Wolfermann como Sandra Ryan, ella práctica en el club de fútbol donde práctica Marisol.[13]
- Jerry Rivera Mendoza como Eddie Pérez, él es el hijo mayor de Tito y Camila.[13]
- Diego Herrera como Maddox Guerrero, el hijo de Ashley.
- Matheo Cruz como Danielito
- Eduardo Orozco como Felipe
- Ricardo Álamo como Rafael
- Beatriz Valdés como Mireya
- Carlos Acosta-Milian como Doctor Puig

## Episodios
| N.º en serie | N.º en temp. | Título                           | Fecha de emisión original | Audiencia (millones) |
| ------------ | ------------ | -------------------------------- | ------------------------- | -------------------- |
| 1            | 1            | «El sueño de los Guerreros»      | 9 de abril de 2018        | 1.03                 |
| 2            | 2            | «La mentira»                     | 10 de abril de 2018       | 0.85                 |
| 3            | 3            | «Una oportunidad para Marisol»   | 11 de abril de 2018       | 0.91                 |
| 45           | 4            | «Estafan al Patas»               | 12 de abril de 2018       | 0.86                 |
| 6            | 5            | «Irma busca a un coyote»         | 13 de abril de 2018       | 0.83                 |
| 7            | 6            | «Justicia para los Guerrero»     | 16 de abril de 2018       | 0.95                 |
| 8            | 7            | «Lili cruza sola la frontera»    | 17 de abril de 2018       | 1.00                 |
| 9            | 8            | «El Patas admira a Erika»        | 18 de abril de 2018       | 0.99                 |
| 10           | 9            | «Marisol y Santiago se gustan»   | 19 de abril de 2018       | 0.99                 |
| 11           | 10           | «Erika víctima de un escándalo»  | 20 de abril de 2018       | 0.80                 |
| 12           | 11           | «Santiago se defiende»           | 23 de abril de 2018       | 1.02                 |
| 13           | 12           | «Marisol salva a Santiago»       | 24 de abril de 2018       | 0.97                 |
| 1415         | 13           | «Erika lucha por los Guerrero»   | 25 de abril de 2018       | 0.88                 |
| 16           | 14           | «Marisol celosa por Santiago»    | 27 de abril de 2018       | 0.84                 |
| 17           | 15           | «Ashley causa daño a Erika»      | 30 de abril de 2018       | 0.91                 |
| 1819         | 16           | «Marisol gana su primer partido» | 1 de mayo de 2018         | 0.86                 |
| 20           | 17           | «El Patas se queda con su hijo»  | 2 de mayo de 2018         | 1.03                 |
| 21           | 18           | «La traición de Ashley»          | 3 de mayo de 2018         | 0.90                 |
| 2223         | 19           | «El Patas se refugia en Erika»   | 4 de mayo de 2018         | 0.81                 |
| 2425         | 20           | «El Patas ya no ama a Ashley»    | 7 de mayo de 2018         | 0.90                 |
| 26           | 21           | «José María comparece»           | 8 de mayo de 2018         | 0.91                 |
| 27           | 22           | «La valentía de Marisol»         | 9 de mayo de 2018         | 0.82                 |
| 28           | 23           | «Los gemelos regresan a casa»    | 10 de mayo de 2018        | 0.95                 |
| 29           | 24           | «Ashley contra los Guerrero»     | 11 de mayo de 2018        | 0.85                 |
| 3031         | 25           | «Irma sorprende a sus hijos»     | 14 de mayo de 2018        | 0.87                 |
| 32           | 26           | «Los Guerrero sospechan de Irma» | 15 de mayo de 2018        | 0.88                 |
| 33           | 27           | «José María celoso por Erika»    | 16 de mayo de 2018        | 0.95                 |
| 34           | 28           | «El Patas y Erika hacen el amor» | 17 de mayo de 2018        | 0.94                 |
| 35           | 29           | «El Patas decide dejar a Ashley» | 18 de mayo de 2018        | 0.86                 |
| 3637         | 30           | «Atropellan a Erika»             | 21 de mayo de 2018        | 0.91                 |
| 38           | 31           | «El Patas quiere venganza»       | 22 de mayo de 2018        | 1.04                 |
| 39           | 32           | «Acusan a Marisol»               | 23 de mayo de 2018        | 0.98                 |
| 40           | 33           | «El Patas da la vida por Erika»  | 24 de mayo de 2018        | 0.86                 |
| 41           | 34           | «Ashley desata una guerra»       | 25 de mayo de 2018        | 0.83                 |
| 42           | 35           | «José María vive una pesadilla»  | 28 de mayo de 2018        | 0.94                 |
| 4344         | 36           | «Marisol y Santiago se aman»     | 29 de mayo de 2018        | 1.00                 |
| 45           | 37           | «Señalan a Irma de robo»         | 30 de mayo de 2018        | 0.98                 |
| 46           | 38           | «Graban a Marisol y Santiago»    | 31 de mayo de 2018        | 1.00                 |
| 4748         | 39           | «José María exige respuestas»    | 1 de junio de 2018        | 0.82                 |
| 49           | 40           | «Rosa sufre por Miguel Ángel»    | 4 de junio de 2018        | 1.00                 |
| 5051         | 41           | «El Patas da con Ashley»         | 5 de junio de 2018        | 1.13                 |
| 52           | 42           | «Amenazan a la familia Guerrero» | 6 de junio de 2018        | 0.89                 |
| 53           | 43           | «Irma da la cara a sus hijos»    | 7 de junio de 2018        | 0.92                 |
| 54           | 44           | «Rosa se escapa con Mickey»      | 8 de junio de 2018        | 0.92                 |
| 555657       | 45           | «Descubren a Marisol y Santiago» | 11 de junio de 2018       | 1.10                 |
| 58           | 46           | «Rosa está embarazada»           | 12 de junio de 2018       | 1.01                 |
| 59           | 47           | «Acusan a Rosa de farsante»      | 13 de junio de 2018       | 0.88                 |
| 6061         | 48           | «El Patas pelea por su hijo»     | 14 de junio de 2018       | 0.89                 |
| 62           | 49           | «Santiago descubre la verdad»    | 15 de junio de 2018       | 0.81                 |
| 63           | 50           | «Erika bajo la lupa»             | 18 de junio de 2018       | 1.01                 |
| 64           | 51           | «Erika se enfrenta con Ashley»   | 19 de junio de 2018       | 0.97                 |
| 65           | 52           | «Despiden a Erika del trabajo»   | 20 de junio de 2018       | 0.96                 |
| 6667         | 53           | «El Patas gana la custodia»      | 21 de junio de 2018       | 1.03                 |
| 686970       | 54           | «José María vuelve al fútbol»    | 22 de junio de 2018       | 0.77                 |
| 71           | 55           | «Marisol pelea por lo suyo»      | 25 de junio de 2018       | 0.97                 |
| 72           | 56           | «El Patas saca su lado oscuro»   | 26 de junio de 2018       | 0.89                 |
| 7374         | 57           | «Secuestran a José María»        | 27 de junio de 2018       | 0.98                 |
| 75           | 58           | «Ashley cobra venganza»          | 28 de junio de 2018       | 0.90                 |
| 76           | 59           | «Ashley se pone en evidencia»    | 29 de junio de 2018       | 0.89                 |
| 7778         | 60           | «El Patas está en coma»          | 2 de julio de 2018        | 0.89                 |
| 79           | 61           | «Los Guerrero van por Maddox»    | 3 de julio de 2018        | 0.92                 |
| 8081         | 62           | «Ashley da la vida por su hijo»  | 4 de julio de 2018        | 0.78                 |
| 8283         | 63           | «Despiden a Santiago del club»   | 5 de julio de 2018        | 0.87                 |
| 8485         | 64           | «Marisol y Santiago dan la cara» | 6 de julio de 2018        | 0.90                 |
| 8687         | 65           | «Arrestan a Julián por fraude»   | 9 de julio de 2018        | 0.82                 |
| 8889         | 66           | «Dakota va por los Guerrero»     | 10 de julio de 2018       | 0.96                 |
| 89909192     | 67           | «Eddie traiciona a Marisol»      | 11 de julio de 2018       | 1.02                 |
| 93           | 68           | «Dakota le dispara a José María» | 12 de julio de 2018       | 1.03                 |
| 94           | 69           | «Erika y José María se casan»    | 13 de julio de 2018       | 0.96                 |

## Audiencia
| Temporada | Horario (ET/CT)        | Episodios | Primera emisión    | Primera emisión      | Última emisión      | Última emisión       | Prom. de espectadores (millones) |
| Temporada | Horario (ET/CT)        | Episodios | Fecha              | Audiencia (millones) | Fecha               | Audiencia (millones) | Prom. de espectadores (millones) |
| --------- | ---------------------- | --------- | ------------------ | -------------------- | ------------------- | -------------------- | -------------------------------- |
| 1         | lunes a viernes 8pm/7c | 69        | 9 de abril de 2018 | 1.03                 | 13 de julio de 2018 | 0.96                 | 0.93                             |